# Kultura Bắc Sơn
Kultura Bắc Sơn – kultura archeologiczna, datowana na X-VIII tysiąclecie p.n.e., tj. wczesną fazę epoki kamienia. Zlokalizowana została w Wietnamie na stanowiskach jaskiniowych, m.in. phố Bình Gia, oraz śmietniskach muszlowych, jak Da Bút. Kultura charakteryzowała się występowaniem narzędzi o obustronnym retuszu oraz siekier z polerowanymi ostrzami. Do inwentarza kultury Bắc Sơn należały także obrobione zgrzebła, płytki łupkowe, które miały wydłużone rysy (prawdopodobnie służyły jako gładziki), kościane szydła, dłuta i spatule. Ozdoby, charakterystyczne dla kultury, były wyrabiane z muszli. Muszle służyły także do przechowywania czerwonej ochry. Z kulturą Bắc Sơn miała wspólne cechy nieco młodsza od niej kultura Hoà Bình, szczególnie jej pierwsza faza.